# Cantón Daule
El Cantón Daule se encuentra localizado en el Ecuador, en región de la costa en la Provincia del Guayas. Su cabecera cantonal es la ciudad de Daule, lugar donde se agrupa gran parte de su población total.
Daule tiene una extensión de 475 km² y cuenta con cuatro parroquias rurales: Laurel, Limonal, Juan Bautista Aguirre y Los Lojas; tiene una parroquia satélite urbana que es La Aurora. Además hay 180 recintos pequeños en el cantón.
Debido a su cercanía a la metrópolis de Guayaquil y en tener una parroquia propia dentro de la aglomeración urbana de Guayaquil (La Aurora), El cantón de Daule (junto con el cantón cercano de Nobol) es parte de la Conurbación de Guayaquil - Durán-Milagro-Salitre-Daule la cual les dan una población de 3.273.205

## Geografía
La superficie de este cantón es generalmente plana y su principal característica es el recorrido todo su territorio por el río que lleva su nombre, su extensión actual es de 462,07 km² y su población llega a 120.326 habitantes, de las cuales 87.508 viven en zona urbana y 32.818 en el resto del cantón. Sus centros más poblados son: Daule, Laurel, Limonal, Los Tintos, Las Lojas (Enrique Baquerizo Moreno) y La Aurora, parroquia urbana satélite.
Su principal sistema hidrográfico es el río Daule de significado caudal y que nace en paraje de Santo Domingo con el nombre de Peripa.
Hoy su río es escasamente navegable y se accede de modo preferente a través de su antigua carretera que ha sido reparada y ampliada por el Honorable Consejo Provincial del Guayas.

### Cantones limítrofes con Daule
| Noroeste: Lomas de Sargentillo            | Norte: Santa Lucía | Noreste: Salitre           |
| Oeste: Lomas de Sargentillo, Isidro Ayora |                    | Este: Salitre, Samborondón |
| Suroeste: Guayaquil                       | Sur: Guayaquil     | Sureste: Samborondón       |

## Parroquias
- Daule (Cabecera cantonal)
- Juan Bautista Aguirre "Los Tintos" (Parroquia Rural)
- Limonal (Parroquia rural)
- Los Lojas (Parroquia rural)
- El Laurel (Parroquia Rural)

Siendo La Aurora una parroquia urbana satelital de Daule.

## Curiosidades
- En 3 ocasiones se planteó al Congreso la provincialización de Daule en 1855, 1878 y 1902.